# Lichtenberg (Mörnsheim)
Lichtenberg ist ein Gutshof im Markt Mörnsheim im oberbayerischen Landkreis Eichstätt. Er gehört zum Ortsteil Altendorf und damit zum ursprünglichen Mörnsheim.

## Lage
Der Gutshof liegt etwa 1 km nordöstlich von Mörnsheim und südöstlich von Maxberg auf den Höhen des Fränkischen Jura. Mit einer Höhe von 531 m ü. NN liegt er etwa 120 Meter höher als der Hauptort.

## Geschichte
Der Hof wurde erstmals 1303 als Eichstätter bischöfliches Gut urkundlich erwähnt. 1316 ist der Ortsadelige Ritter Seifried von Mörnsheim der Besitzer. 1802 bestand Lichtenberg aus drei Anwesen. Die Einwohnerzahl betrug 1830 9, 1877 25, 1912 30, 1950 20 und 1973, kurz nach der Gebietsreform, 19.
Zusammen mit der Gemeinde Altendorf wechselte Lichtenberg am 1. April 1971 in den Markt Mörnsheim.
Auf dem Gutshof wird seit den 1990er Jahren eine Fohlenaufzucht und inzwischen auch eine Zebuzucht betrieben.